# Magyarországi vásárcsarnokok listája
Az alábbi lista a mai Magyarország területén lévő vásárcsarnokokat gyűjti egybe. Az elpusztult épületek ki vannak emelve.

## Budapestterületén lévő vásárcsarnokok

### Az első fedett vásárcsarnok
| Kép | Név                                  | Cím                                | Építési ideje | Építész              |
| --- | ------------------------------------ | ---------------------------------- | ------------- | -------------------- |
| ,   | a Marhaközvágóhíd marhavásárcsarnoka | 1095 Budapest, Soroksári út 52-58. | 1870-1872     | Hermann von der Hude |

### Az első vásárcsarnok-építési (1890-es évek) hullám létesítményei
| Kép | Név                                                  | Cím                              | Építési ideje | Építész                        |
| --- | ---------------------------------------------------- | -------------------------------- | ------------- | ------------------------------ |
|     | Központi Vásárcsarnok (I. számú vásárcsarnok)        | 1093 Budapest, Vámház körút 1–3. | 1896          | Pecz Samu                      |
|     | Rákóczi téri vásárcsarnok (II. számú vásárcsarnok)   | 1084 Budapest, Rákóczi tér 7–9.  | 1897          | Rozinay István, Klunzinger Pál |
|     | Klauzál téri vásárcsarnok (III. számú vásárcsarnok)  | 1072 Budapest, Klauzál tér 11.   | 1897          | Kommer József, Klunzinger Pál  |
|     | Hunyadi téri vásárcsarnok (IV. számú vásárcsarnok)   | 1067 Budapest, Hunyadi tér 4–5.  | 1897          | Czigler Győző                  |
|     | Hold utcai vásárcsarnok (V. számú vásárcsarnok)      | 1054 Budapest, Hold u. 13.       | 1897          | Czigler Győző                  |
|     | Batthyány téri vásárcsarnok (VI. számú vásárcsarnok) | 1011 Budapest, Batthyány tér 5.  | 1902, 1977    | Klunzinger Pál                 |
|     | Belvárosi vásárcsarnok (VII. számú vásárcsarnok)     | 1052 Budapest, Városház u. 9–11. | 1899          |                                |

### A második vásárcsarnok-építési hullám létesítményei
| Kép | Név                                        | Cím                                 | Építési ideje   | Építész                     |
| --- | ------------------------------------------ | ----------------------------------- | --------------- | --------------------------- |
|     | Rákospalotai Vásárcsarnok                  | 1154 Budapest, Wesselényi utca 3.   | 1920-as évek    |                             |
|     | Tátra téri Piac és Vásárcsarnok            | 1204 Budapest, Kossuth Lajos u. 82. | 1925            | Vermes József               |
|     | Borjúvásárcsarnok                          | 1095 Budapest, Máriássy utca 5-7.   | 1927            | Riva József                 |
|     | Sertésvásárcsarnok                         | 1097 Budapest, Gubacsi út 6/A–B     | 1930–1932       | Münnich Aladár              |
|     | Kórház utcai piac (Óbuda)                  | 1035 Budapest, Verőfény utca 3.     | 1929, 1982-1997 | ?                           |
|     | Krisztina körúti vásárcsarnok              | 1012 Budapest, Krisztina körút 43.  | 1928            | Kosch Jenő és Krencsey Géza |
|     | Garay téri régi vásárcsarnok               | 1076 Budapest, Garay tér 20.        | 1929–1931       | Szabó Jenő és Krencsey Géza |
|     | a Nagyvásártelep vásárcsarnoka             | 1905 Budapest, Hídépítő utca        | 1930–1932       | Münnich Aladár              |
|     | Országos Vásártéri Piac (Haller téri piac) | 1097 Budapest, Haller tér           | 1931            |                             |
|     | Széna téri piac                            | 1027 Budapest, Széna tér            | 1933            |                             |
|     | Bosnyák téri piac                          | 1149 Budapest, Bosnyák tér 29.      | 1933, 1962      |                             |

### A szocializmus idején épült vásárcsarnokok
| Kép | Név                        | Cím                                    | Építési ideje    | Építész                                     |
| --- | -------------------------- | -------------------------------------- | ---------------- | ------------------------------------------- |
|     | Újpalotai vásárcsarnok     | 1156 Budapest, Nyírpalota út 52.       | 1972–1974        | ?                                           |
|     | Kolozsvár utcai piac       | 1155 Budapest, Kolozsvár utca 48.      | ?                | ?                                           |
|     | Fehérvári úti vásárcsarnok | 1117 Budapest, Kőrösy József u. 7–9.   | 1911, 1977, 2003 | Halmos György, Kertész András Tibor         |
|     | Albertfalvi piac           | 1116 Budapest, Fehérvári 213.          | 1987-1988        | ?                                           |
|     | Tétényi úti piac           | 1119 Budapest, Vahot utca 8.           | 1974-1979        | Zilahi István, Bede József                  |
|     | Békásmegyeri piac          | 1039 Budapest, Heltai Jenő tér 1.      | 1978, 2018-2019  | ?                                           |
|     | Fény utcai Piac            | 1024 Budapest, Lövőház u. 12.          | 1953, 1997       | Cságoly Ferenc, Hőnich Richárd, Bozó András |
|     | Újpesti Piac               | 1042 Budapest, Szent István tér 13–14. | 1972, 2015-2018  | ?                                           |
|     | Sashalmi piac              | 1163 Budapest, Sashalmi tér 1          |                  |                                             |

### A rendszerváltás (1990) után épült vásárcsarnokok
| Kép | Név           | Cím                                  | Építési ideje | Építész     |
| --- | ------------- | ------------------------------------ | ------------- | ----------- |
|     | Lehel Csarnok | 1134 Budapest, Váci út 9–15.         | 2002          | Rajk László |
|     | Teleki piac   | 1086 Budapest, Teleki László tér 11. | 2014          |             |

## Vidéki vásárcsarnokok
| Kép | Név                       | Cím                                   | Építési ideje | Építész                            |
| --- | ------------------------- | ------------------------------------- | ------------- | ---------------------------------- |
|     | Miskolci vásárcsarnok     | 3526 Miskolc, Búza tér 1.             | 1926          | Wellisch Andor, Münnich Aladár     |
|     | Szolnoki vásárcsarnok     | 5000 Szolnok, Ady Endre út 1.         | 1973          | ?                                  |
|     | Győri vásárcsarnok        | 9023 Győr, Herman Ottó u. 25.         | 1980          | ?                                  |
|     | Pécsi vásárcsarnok        | 7622 Pécs, Bajcsy-Zsilinszky u. 31.   | 1991          | ?                                  |
|     | Nagykanizsai vásárcsarnok | 8800 Nagykanizsa, Kalmár u. 6.        | 1997          | ?                                  |
|     | Siófoki vásárcsarnok      | 8600 Siófok, Vámház u. 2.             | 2004          | ?                                  |
|     | Debreceni vásárcsarnok    | 4024 Debrecen, Vár u. 6.              | 2008          | Szabó Tamás János, Dienes Szabolcs |
|     | Szegedi vásárcsarnok      | 6724 Szeged, Mars tér                 | 2010          | ?                                  |
|     | Fonyódi vásárcsarnok      | 8640 Fonyód, ?                        | ?             | ?                                  |
|     | Mezőtúri vásárcsarnok     | 5400 Mezőtúr, ?                       | ?             | ?                                  |
|     | Karcagi vásárcsarnok      | 5300 Karcag, Szent István sgrt. 6.    | ?             | ?                                  |
|     | Tapolcai vásárcsarnok     | 8300 Tapolca, Bajcsy-Zsilinszky u. 1. | ?             | ?                                  |
|     | Veszprémi vásárcsarnok    | 8412 Veszprém, Jutasi út 2.           | ?             | ?                                  |
|     | Várpalotai vásárcsarnok   | 8100 Várpalota, Gárdonyi G. u. 35.    | ?             | ?                                  |
|     | Dabasi vásárcsarnok       | 2370 Dabas, Iskola u. 1/a             | ?             | ?                                  |